# Lissosabinea
Lissosabinea is een geslacht van kreeftachtigen uit de klasse van de Malacostraca (hogere kreeftachtigen).

## Soorten
- Lissosabinea armata Komai, 2006
- Lissosabinea arthuri Taylor & Collins, 2009
- Lissosabinea beresfordi Taylor & Collins, 2009
- Lissosabinea ecarina Komai, 2006
- Lissosabinea indica (de Man, 1918)
- Lissosabinea lynseyae Taylor & Collins, 2009
- Lissosabinea tridentata (Pequegnat, 1970)
- Lissosabinea unispinosa Komai, 2006